# Opiat
Opiater er de narkotiske alkaloider, der findes naturligt i opiumsvalmuen, Papaver somniferum. De vigtigste opiater er morfin, kodein og thebain. Opiaterne er en undergruppe af opioiderne, der alle reagerer via opioid-receptorerne.
Der findes mange andre alkaloider i opiumsvalmuen, så som papaverin og noscapin. Disse besidder dog ikke nogen synderlig effekt på centralnervesystemet og regnes derfor normalt ikke som opiater.
En række semi-naturlige derivater af morfin (oftest ester-forbindelser eller salte), så som heroin og nicomorfin, bliver i nogle sammenhænge betragtet som opiater. 
Opiater bør ikke forveksles med opioider som omfatter alle opioid-receptor agonister, naturlige såvel som syntetiske. 